# باشگاه فوتبال آستراخان
باشگاه فوتبال آستراخان (روسی: ФК Астрахань) یک باشگاه فوتبال در شهر آستراخان روسیه بود. این باشگاه در لیگ حرفه‌ای فوتبال زنان روسیه بازی می‌کرد. این باشگاه در سال ۱۹۳۱ تأسیس شد و در سال ۲۰۱۶ منحل شد.